# Orthorhynchoides biroi
Orthorhynchoides biroi is een keversoort uit de familie Belidae. De wetenschappelijke naam van de soort is voor het eerst geldig gepubliceerd in 1956 door Voss.